# Кузнецова, Татьяна Яковлевна
Татьяна Яковлевна Кузнецова (1 ноября 1946, Симферополь, Крымская область, УССР, СССР) — советский и российский библиографовед, библиотечный деятель, Кандидат педагогических наук (1982), профессор.

## Биография
Родилась 1 ноября 1946 года в Симферополе. Вскоре после рождения переехала в Моршанск и после окончания средней школы в 1961 году поступила в Моршанский библиотечный техникум, который она окончила в 1963 году. В 1964 году была принята на работу в районную библиотеку Моршанска, где она заведовала читальным залом, и учитывая её старания, ей предложили переехать в Москву, поступить в МГИК, так она и поступила в 1965 году, переехав в Москву она поступила туда, который она окончила в 1970 году и тут же поступила на аспирантуру там же, которую она окончила в 1974 году. Ей впоследствии несказанно повезло, когда она в том же году устроилась на работу в ГБЛ, где со дня поступления заведовала сектором отдела библиографоведения и научно-вспомогательной библиографии, данную должность она занимала вплоть до 1988 года. В 1988 году устроилась на работу во ВГБИЛ, где занимала должность заместителя директора по науке вплоть до 1990 года. В 1990 году вернулась в МГИК, где она занимала должность доцента вплоть до 1996 года. В 1996 году заведовала кафедрой библиотековедения и информатики Академии переподготовки работников искусства, культуры и туризма вплоть до 2016 года. Начиная с 2016 года работает в должности старшего научного сотрудника «НОЦ АПРИКТ» при МГУКИ.

## Научные работы
Основные научные работы посвящены вопросам библиографической и информационной деятельности библиотек, а также повышения квалификации и подготовки библиотечных кадров. Автор свыше 100 научных работ.